# Joakim Brahe
Joakim Brahe, död 8 november 1520 i Stockholm, var en svensk väpnare och riksråd. 

## Biografi
Joakim Brahe var son till häradshövdingen Peder Magnusson Brahe och Öllegård Turesdotter. Brahe ägde Tärnö vid sjön Långhalsen i Husby-Oppunda socken, Rydboholms slott i Östra Ryds socken och Lindholmens gård i Orkesta socken.
Joakim Brahe sympatiserade med Sturarna mot den danske kungen, men han fick betala ett högt pris för sitt politiska engagemang och avrättades av Kristian II i Stockholms blodbad 1520 på grund av sin lojalitet med Sturepartiet.

### Familj
Brahe gifte sig 30 mars 1516 på Tre Kronor med Gustav Vasas syster Margareta Eriksdotter (Vasa) (död 1536). Riksföreståndaren Sten Sture den yngre höll i deras bröllop. Margareta Eriksdotter var dotter till riksrådet Erik Johansson (Vasa) och Cecilia Månsdotter (Eka). Joakim Brahe och Margareta Eriksdotter fick tillsammans barnen Mauritz Brahe (född 1517) till Tärnö, Brita Brahe (1518–1554) som var gift med krigsöversten Birger Nilsson Grip, Öllegård Brahe (1519–1527) och riksdrotsen Per Brahe den äldre (1520–1590). Efter Brahes död gifte hans änka om sig med riksrådet greve Johan av Hoya.